# Epibatidina
Epibatidina é um alcaloide que originalmente encontrado na pele de sapos venenosos da espécie Epipedobates tricolor, encontrados no Equador.
Foi inicialmente isolado por John Daly no National Institutes of Health, e possui potência analgésica 200 vezes superior a morfina. Várias formas de síntese total foram criados devido à escassez relativa de Epibatidina na natureza.